# Jenny Jones (snowboard)
Pour les articles homonymes, voir Jenny Jones et Jones.
Jenny Jones est une snowboardeuse britannique née le 3 juillet 1980 à Bristol, en Angleterre. Elle a remporté la médaille de bronze lors des épreuves de slopestyle aux Jeux olympiques d'hiver de 2014 à Sotchi.